# PC music
PC music（ピーシーミュージック）は、ソフトバンク株式会社出版部が1996年 - 1997年に発行していたDTM雑誌。向谷実（カシオペアのキーボーディスト）の完全監修。創刊号は1996年2月号で表紙は細野晴臣であった。全ての号に当時の2大プラットフォームMacintosh、Windowsに対応したハイブリッドCD-ROMを付録として同梱する。定価は創刊号のみ特別定価1,600円、以降の号は1,800円。
「音楽とコンピュータのインタフェースマガジン」を標榜し、アーティストへのインタビューや戸田誠司との対談企画、ミュージシャンによるエッセイなどの音楽雑誌的な記事と、各社のDTM関連機器を横並びで紹介する特集や新製品の紹介・テストレポート、セミナー講師やライターによるデータ入力のテクニック指南記事など通常のDTM雑誌的な記事をバランスさせた内容。さらにエデュテイメントソフトウェアやマルチメディアCD-ROMタイトルの紹介、イギリスの同趣向の雑誌「FUTURE MUSIC」との提携記事や音楽理論の基礎講座、著作権法の解説などの珍しい記事もあった。
付録CD-ROMにはアーティストのインタビューや対談企画で記録用に撮られた映像を抜粋して収録しパソコンで再生する事が可能。(アーティストの意向などで収録されない場合もあった)その他、編集部制作による既存曲のMIDIデータやテクニック指南記事などでの例示やデモ曲などの記事連動データ、各社の最新ドライバやアップデータ、体験版ソフトウェアやシンセサイザー音源のデモサウンドなどを収録していた。
表紙を飾った主な人物・グループは細野晴臣、松浦雅也、電気グルーヴ、浜田麻里、坂本龍一、森若香織、佐野元春、トッド・ラングレン、上々颱風、Iceman、カシオペアなど。
斬新なコンセプトの雑誌であったが、創刊から1年あまりで休刊となり、戸田誠司の対談シリーズや連載コラムの一部は加筆・修正の後にソフトバンクムックとして単行本化された。